# Aleksandr Nikolayevich Alkhazov
Aleksandr Nikolayevich Alkhazov (tiếng Nga: Александр Николаевич Алхазов; sinh ngày 27 tháng 5 năm 1984) là một cầu thủ bóng đá người Nga gốc Assyria. Anh thi đấu cho FC Fakel Voronezh.

## Sự nghiệp
Anh có màn ra mắt tại Giải bóng đá ngoại hạng Nga năm 2003 cho F.K. Rostov.
Alkhazov rời FC Okzhetpes do thỏa thuận đôi bên vào ngày 21 tháng 6 năm 2016.